# Stridsvagn m/38, 39 y 40
El Stridsvagn m/39 (Strv. m/34), también conocido por su designación de fabricante como Landsverk L-60, fue un tanque ligero diseñado en Suecia en 1934. Fue desarrollado por la firma AB Landsverk e incluyó paulatinamente varias características avanzadas de diseño tales como suspensión por barras de torsión, periscopios en lugar de visores y construcción del casco realizada totalmente por soldadura.
El L-60 fue mejorado progresivamente en las variantes Stridsvagn m/38, Stridsvagn m/39' y Stridsvagn m/40, que fueron adoptadas por el ejército sueco.

## Historia, diseño y desarrollo
Este tanque se derivó del tanque ligero alemán LK II de las que algunas unidades fueron compradas en secreto después de la Primera Guerra Mundial por Suecia y designados Strv. m/21 y de su variante sueca de 1929 el Strv.m/21/29,(m/21 modificados) y utilizando la experiencia y trabajos del reputado ingeniero y diseñador alemán Joseph Vollmer pionero en los diseños de tanques, entre ellos el LK II y, en el siguiente desarrollo Strv. m/31 (Landsverk L-10), primer tanque construido íntegramente en Suecia.

### L-60
La experiencia adquirida con el Strv. m/31 se tradujo en un nuevo diseño, el L-60. Después de construir al menos diez prototipos, se consiguió un diseño considerado bastante avanzado en su época; el tanque disponía de una tracción con ruedas dentadas de accionamiento delantero más grandes, también de cuatro ruedas de rodaje dobles del mismo diámetro que la rueda tensora, y dos rodillos de retorno; asimismo, fue el primero equipado con un sistema de suspensión por barras de torsión, -un invento de Ferdinand Porsche - lo que proporcionaba una conducción mucho más suave y eficiente que con las antiguas suspensiones de ballesta, y que demostró ser más fiable y robusta que el sistema Christie. El casco estaba construido a base de soldadura, con un ligero blindaje de entre 0,60 a 15 mm , por lo que el L-60 pesaba solo 7,9 t. Estaba propulsado por un motor de gasolina Büssing-NAG V8 de 7,9 L, que desarrollaba una potencia de 150-160 CV a 2.500-2.700 rpm y armado con un cañón automático Madsen 20 mm OF de 20 mm y una única ametralladora Kulspruta m/36 (Ksp m/36) de 8 mm.
Este último modelo llamó la atención del Ministerio de Defensa irlandés que solicitó en 1934 una versión mejorada. Después de construir al menos diez prototipos, se consiguió un diseño considerado bastante avanzado en su época
Los dos primeros fueron ordenados por el gobierno irlandés que recibió un ejemplar en 1935 y el otro en 1936, seguido de un único ejemplar comprado y enviado para evaluación a Austria, que probó exhaustivamente, pero se perdió debido a un incendio accidental del motor. Hungría compró en 1937 solo un ejemplar que fue evaluado junto al prototipo de fabricación nacional Sträussler-V4. De resultas de ello, fue comprada la licencia de fabricación del L-60 y construida una variante con diversos cambios de diseño y armamento designado en Hungría como 38M Toldi.
En 1937 quince ejemplares (más el prototipo) de una versión ligeramente mejorada fue ordenada por el ejército sueco, siendo entregados en 1938-39, entrando en servicio con la designación Strv./I m/38 (L-60B) y a los que más tarde les fue añadida una segunda ametralladora instalada al lado de la primera en el mantelete de la torreta a la izquierda del cañón. Estaba propulsado por un motor Scania-Vabis de 1.664 cm³ y 142 cv, de potencia y pesaba 8,525 t. Sus medidas eran de 4,8 m de largo, 2,07 m de ancho y una altura de 2,05 m. Este tanque era relativamente moderno para 1938 con su blindaje de entre 6 y 15 mm y cañón de 37 mm, pero, en 1939, la Segunda Guerra Mundial estalla y se hizo evidente que el diseño era obsoleto.
Por lo tanto, se ordenó una segunda serie, sin embargo, y a pesar de las exigencias de una mayor protección, el nuevo modelo se produjo sin muchas mejoras en este sentido. El principal cambio fue una nueva torreta diseñada por el ingeniero jefe de la compañía, el alemán Otto Merker , para dar cabida a un cañón Bofors m/38 de 37 mm con mejores capacidades perforantes y a dos ametralladoras KSP m/1936 de 8 mm y, en la que se había inclinado el blindaje frontal. El tanque fue designado como L-20 Strv./II m/39, con la designación de fábrica L-60C. Un total de 20 de estos carros se construyeron entre 1939 y 1941. En ese momento, sin embargo, fue absolutamente claro que el blindaje era completamente ineficaz para los estándares del momento y, Landsverk acordó aumentar finalmente el blindaje del tanque, por lo que estas unidades recibieron un blindaje soldado adicional, de hasta 5 cm en el glacis y mantelete de la torreta. Estaban propulsados por un motor Scania-Vabis de 1.664 cm³ y 142 cv, de potencia, con la que alcanzaban una velocidad máxima de 45 km/h. Su peso era de 8,695 t o 9,360 con el blindaje adicional; las medidas eran las mismas que las del Strv m/38.
En 1940 se realizaron sustanciales mejoras en el m/39; las principales fueron un casco 10 cm más largo y apliques de blindaje soldado de 50 mm, lo que llevó a un peso de 9,11, e incluso 9,36 t. La torreta fue modificada con un nuevo mantelete, escotillas laterales y una cúpula de comandante. La suspensión se mantuvo sin cambios y se le instaló una caja de cambios automática. El armamento era todavía un Bofors 37 mm m/38 junto con dos ametralladoras Kps m/36 de 8 mm a la izquierda del cañón. El vehículo recibió la designación L-20 Strv./III m/40L y de fábrica L-60D, fabricandose un total de 100 ejemplares de este tipo entre 1941 y 1942.
Más tarde la producción se desplazó al nuevo L-20 Strv./V m/40K; la K significa Karlstads Mekaniska Verkstad, una firma subcontratista de AB Landswerk que fue quien los fabricó. En lugar de recibir los apliques blindados, este modelo fue equipado directamente con un blindaje frontal y en la torreta de 50 mm, aunque la mayor parte del tanque se mantuvo ligeramente protegida ya que el techo de la torreta y el fondo del casco tenían solo 4 mm de espesor. Para hacer frente al peso adicional, que se elevó a 10,9 toneladas se instaló un nuevo motor Scania-Vabis de 160 cv. Las dimensiones también se incrementaron a 5,97 m de longitud, 2,08 m de anchura y 2,13 m de alto. La ametralladora doble también se actualizó con el modelo Ksp m/39. Fueron ordenados ochenta en 1942 que se terminaron de entregar en 1944.
Este último modelo sirvió en el ejército sueco hasta su retiro en 1957, sin embargo, Entre 20 o 25 ejemplares (según diversas fuentes) fueron vendidos al ejército de la República Dominicana. Durante la Guerra Civil Dominicana en abril de 1965, estos tanques fueron usados en un intento de repeler la invasión de las fuerzas estadounidenses; tres unidades L-60L fueron destruidas. Acabado el enfrentamiento, doce fueron nuevamente reformados y restaurados para el servicio. Esta docena continuó en uso de primera línea hasta el año 2002. Hoy en día uno se conserva en excelentes condiciones, como un icono histórico por el ejército de la República Dominicana.

## Galería

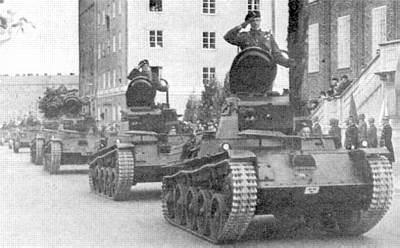
Strv. m/38 en el desfile de despedida del Rgto. Götta livgarde.Estocolmo, 24.09.1939.
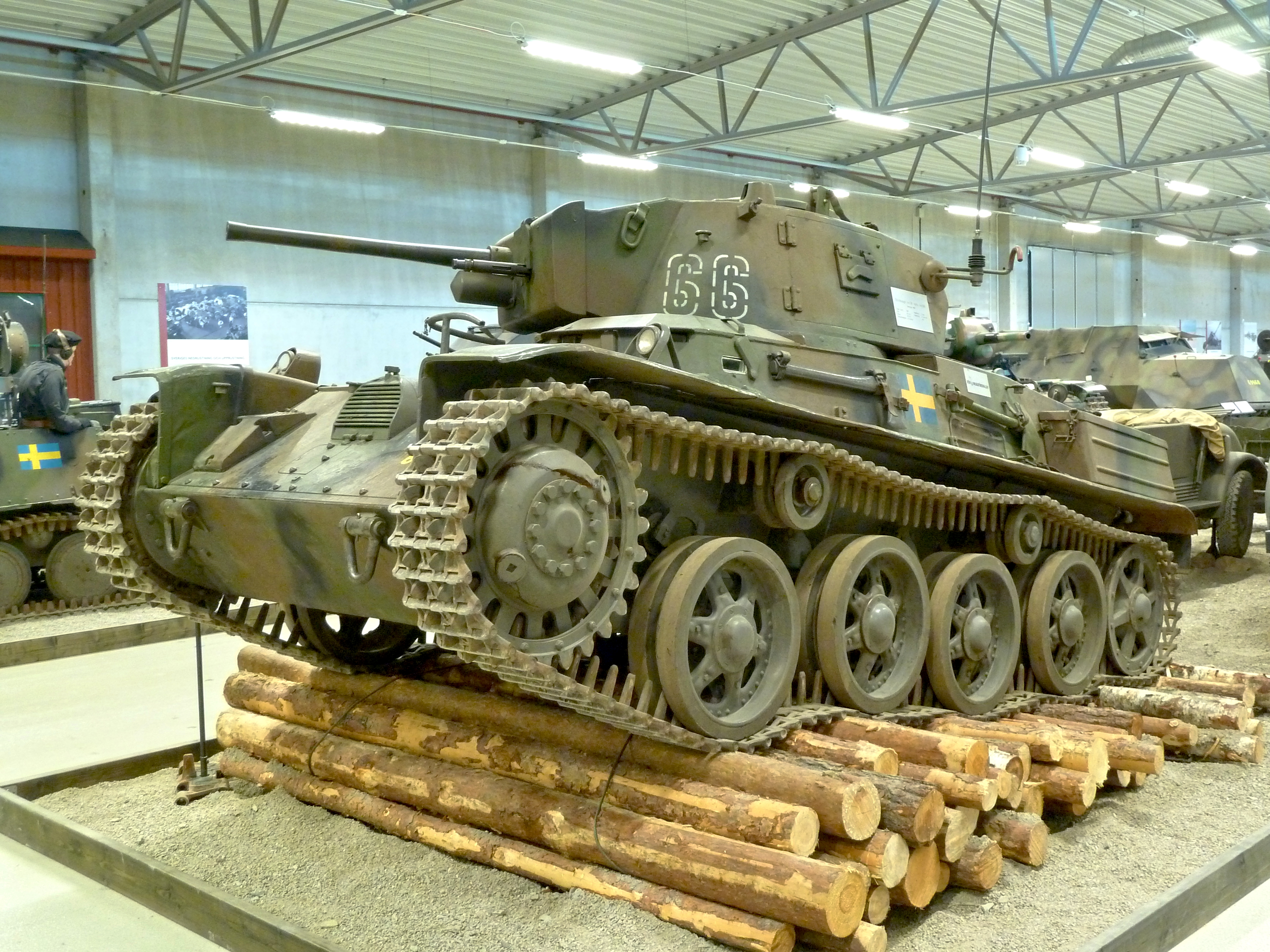
El Stridsvagn m/38 del Museo Arsenalen.
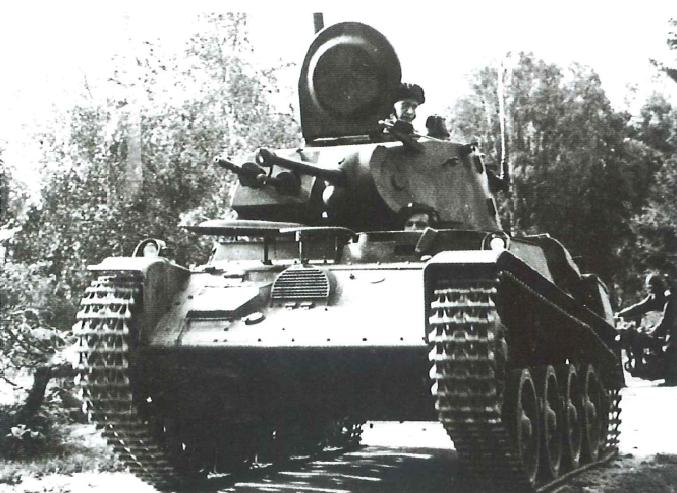
Stridsvagn m/39.
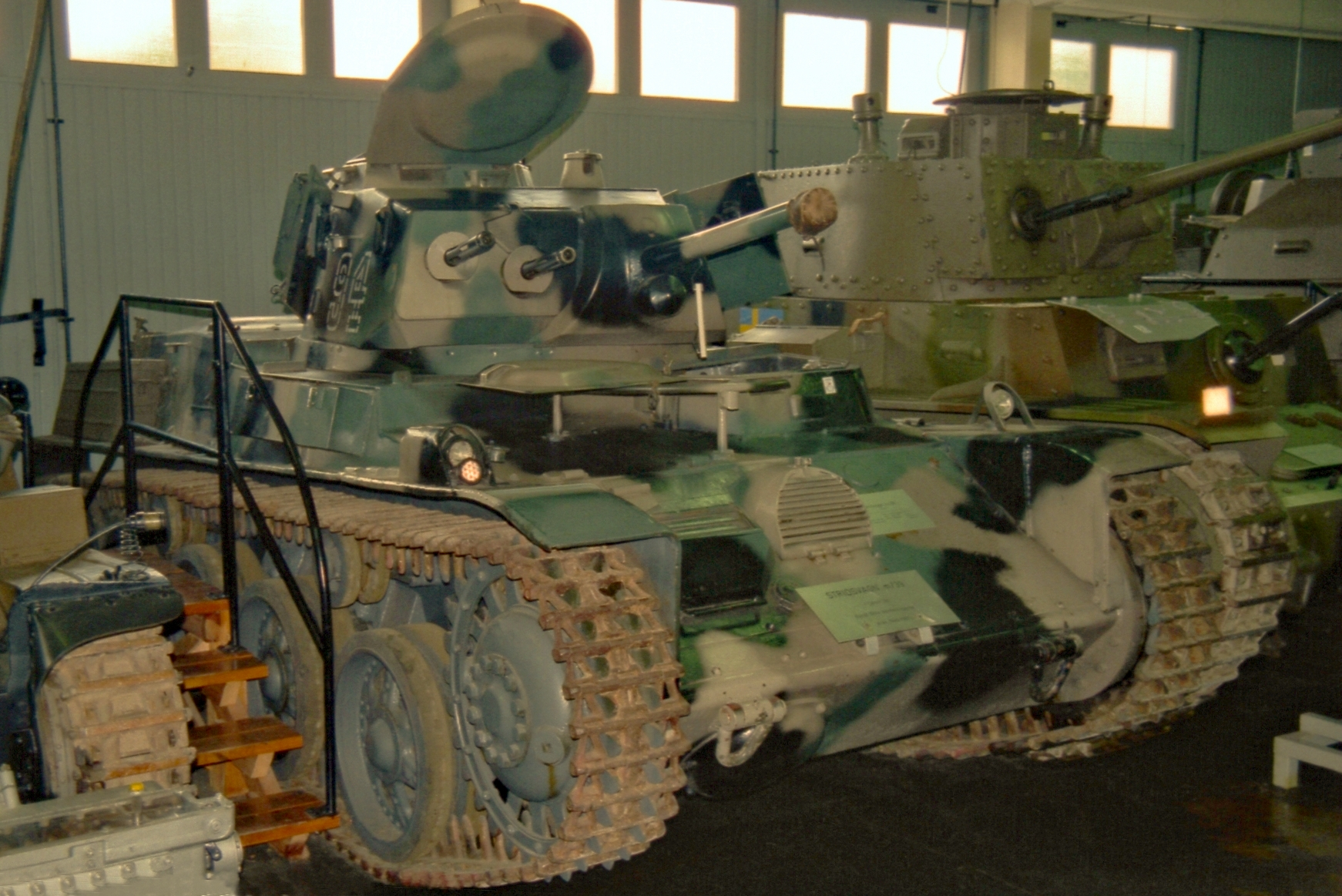
El Stridsvagn m/39 del Museo de tanques de Axvall.
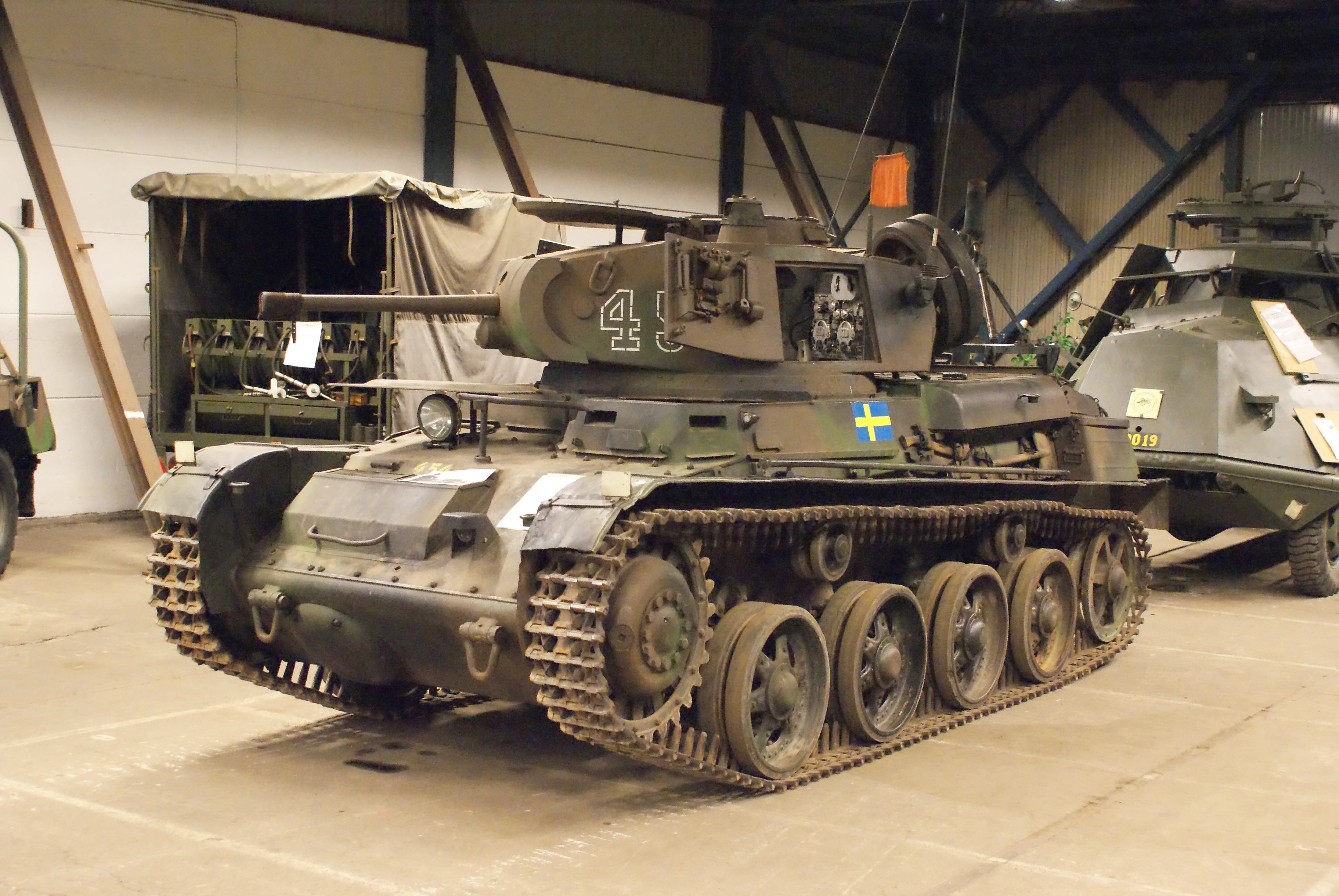
El Stridsvagn m/40K del Hässleholms Museum.
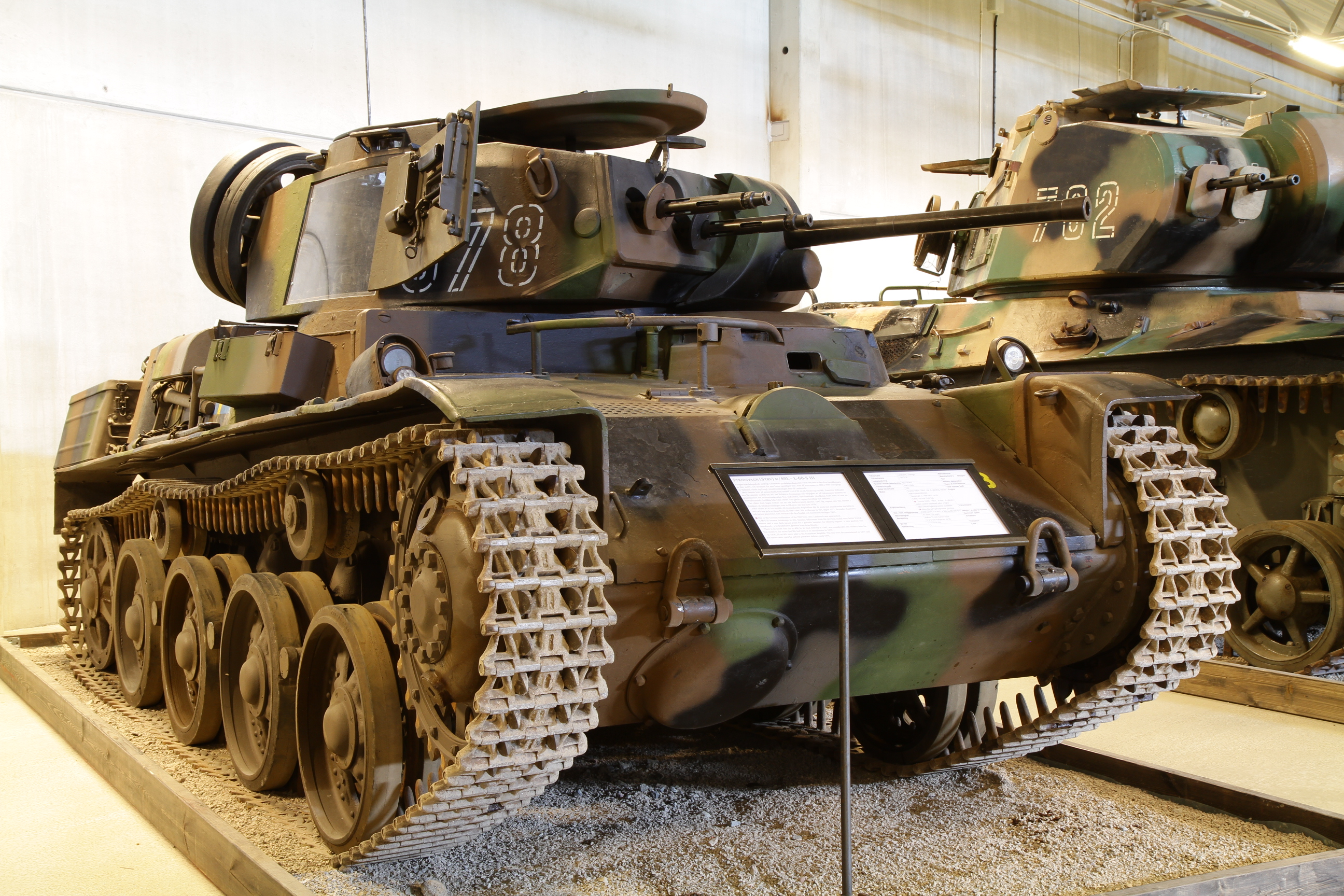
Stridsvagn m/40K armado con cañón Bofors de 37 mm y ametralladoras coaxiales duales de 8 mm
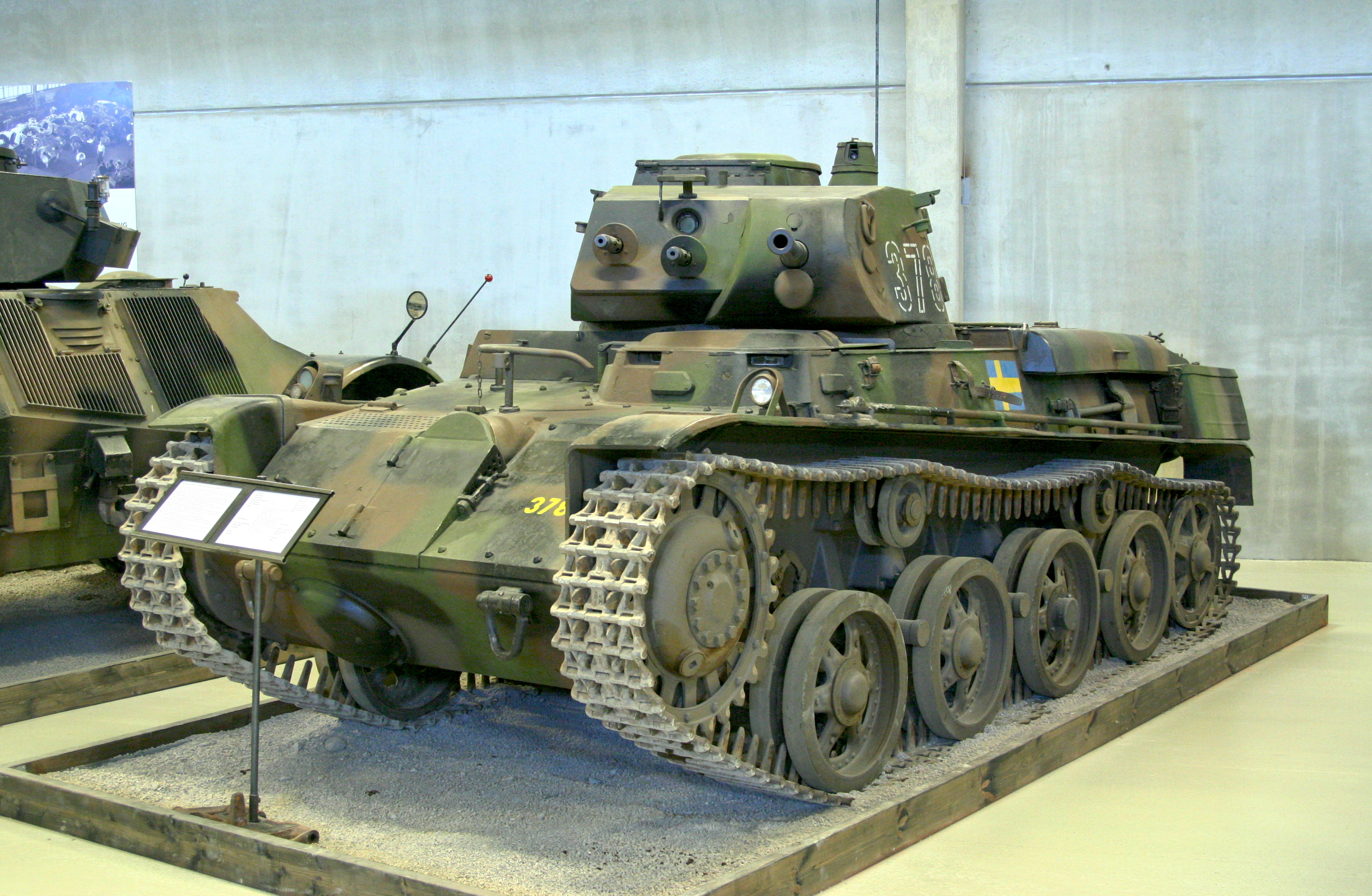
El Stridsvagn m/40L del Museo Arsenalen.